# Julien Bérard
Julien Bérard (París, 27 de juliol de 1987) és un ciclista francès, professional des del 2010, actualment a l'equip AG2R La Mondiale.

## Palmarès
- 2005
  - Vencedor d'una etapa al Tour del Valromey
- 2008
  - 1r al Tour de la Creuse
  - Vencedor d'una etapa al Tour del Jura
  - Vencedor d'una etapa al Tour del Gavaudan Llenguadoc-Rosselló
- 2009
  - 1r al Gran Premi de Saint-Étienne Loire
  - Vencedor d'una etapa a la Ronda de l'Isard d'Arieja
  - Vencedor d'una etapa al Tour de l'Avenir

### Resultats al Giro d'Itàlia
- 2011. 123è de la classificació general
- 2012. 110è de la classificació general
- 2013. No surt (8a etapa)
- 2014. 70è de la classificació general
- 2015. 105è de la classificació general
- 2017. 131è de la classificació general

### Resultats a la Volta a Espanya
- 2013. 94è de la classificació general